# Spastin
Spastin (engl. auch spastic paraplegia 4 protein, kurz SPG4) ist ein Protein. Es wird vom SPAST-Gen kodiert, das beim Menschen auf Chromosom 2 (2p22.3) lokalisiert ist. Es gibt zwei Isoformen des Spastins aufgrund von zwei vorhandenen Startcodons im SPAST-Gen. Spastin besitzt 2 strukturelle Domänen: eine AAA-Domäne (ATPases associated with a variety of cellular activities, auch AAA-Kassette) zur Hydrolyse von ATP und eine MIT-Domäne (microtubule interacting and trafficking) zur Interaktion mit den Mikrotubuli. Spastin spielt eine Rolle beim Abbau der Mikrotubuli, einem wichtigen Bestandteil des Zytoskeletts.
Mehr als 150 verschiedene Mutationen des SPAST-Gens sind bekannt. Sie führen zu einer Unterform der hereditären spastischen Spinalparalysen, der autosomal-dominant vererbten spastischen Paraplegie 4 (SPG4).